# ملعب الحائط (الدوحة)
ملعب الحائط الذي يطلق عليه أيضا المحمول هو ملعب تحت الأرض قيد الإنشاء حاليا في الدوحة، قطر.
تم تصميمه من قبل شركة الهندسة المعمارية مز للهندسة المعمارية ومز وشركائه. هو ملعب لكرة القدم فريد من نوعه في الشكل وثورية التصميم والناشئ من الكثبان الضحلة الخضراء. غالبية ارتفاعه الناشئ من الملعب تحت الأرض. سيتم بناء الحديقة والوقوف في الطابق السفلي من الملعب. لديه ميزة وجود الهواء النقي تحت القدمين وبالتالي إضافة إلى السرعة الإجمالية للعبة واللاعبين طوال المباراة. ميزة مبتكرة أخرى هي أنه لن يكون هناك الأضواء الكاشفة التقليدية أو الأبراج الخفيفة كما ينظر عادة حول الملاعب الرياضية في جميع أنحاء العالم وجميع الأضواء سوف تكون جزءا لا يتجزأ من الهندسة المعمارية المحيطة إضافة إلى الملعب باطني الشعور.

## وصلات خارجية
- خطط قطر الملعب الأول تحت الأرض في العالم
- الملعب الأول تحت الأرض في العالم نسخة محفوظة 27 يونيو 2009 على موقع واي باك مشين.